# Thomas Frye (Politiker)
Thomas Frye (* 1666 in Newport, Colony of Rhode Island and Providence Plantations; † 3. September 1748 in East Greenwich, Colony of Rhode Island and Providence Plantations) war ein britischer Politiker und Jurist. Er fungierte als Vizegouverneur (Deputy Governor) der Colony of Rhode Island and Providence Plantations.

## Werdegang
Thomas Frye, Sohn von Mary und Thomas Frye, wurde während der Kolonialzeit im Newport County geboren. Über seine Jugendjahre ist nichts bekannt. Frye war als Glaser tätig. Er wurde 1690 ein Freeman in East Greenwich. Zu dem Zeitpunkt war er etwa 24 Jahre alt. Frye begann 1696 eine lange Laufbahn im öffentlichen Dienst. Er wurde Abgeordneter – eine Position, welche er während der meisten Zeit über eine Zeitspanne von dreieinhalb Dekaden bekleidete. Zwischen 1698 und 1704 war er Friedensrichter. Später diente er mehrere Jahre lang als Clerk in der Assembly. Zwischen 1713 und 1730 bekleidete er zehn Jahre lang den Posten als Speaker im Abgeordnetenhaus. 1707 wurde er zu einem der Kommissare ernannt, die mit der Province of Massachusetts Bay die Nordgrenze von Rhode Island festlegten. Zwei Jahre später wurde er in den Ausschuss berufen, der die Grenzlinien zwischen den beiden Kolonien zog. Die Assembly bestimmte ihn und Andrew Harris 1715 dazu, alle Gesetze der Kolonie zusammenzutragen und für den Druck vorzubereiten. 1719 erhielt er dafür zehn Pfund Sterling.
Nachdem Jonathan Nichols 1727 in seinem Amt als Vizegouverneur verstorben war, wurde Frye zum neuen Vizegouverneur gewählt. Er diente unter Gouverneur Joseph Jenckes, der im selben Jahr sein Amt übernahm. Im Folgejahr wurde Frye für eine einjährige Amtszeit zum Vizegouverneur gewählt. Frye verstarb 1748 und hinterließ einen sehr großen Nachlass, der auf mehr als 22.000 Pfund Sterling geschätzt wurde. Nach seinem letzten Willen erhielten seine unverheirateten Töchter die schwarzen Sklaven, die in seinem Besitz waren. Seine Ehefrau war Welthian Greene, Tochter von Elizabeth Barton und Thomas Greene, sowie Nichte des Vizegouverneurs John Greene junior und Enkelin von John Greene senior, dem Mitbegründer der Town von Warwick (Rhode Island).